# Instant office
Instant Office (z angielskiego biura od ręki) znana także jako biuro serwisowane - usługa polegająca na wynajmowaniu w pełni wyposażonych i gotowych do pracy gabinetów biurowych, będących częścią większej powierzchni biurowej, wraz z obsługą recepcyjną i sekretarską, salami konferencyjnymi etc.
Biura serwisowane wybierane są głównie przez kilku - kilkunastososobowe firmy, które ze względów wygody i wizerunku, nie chcą prowadzić działalności z mieszkań wynajmowanych na cele biurowe i jednocześnie nie mogą zaakceptować ograniczeń i wymagań wiążących się z samodzielnym wynajęciem powierzchni biurowej. Biura serwisowane są lokowane najczęściej w nowoczesnych budynkach biurowych, leżących w centrach miast lub dzielnicach o biurowym charakterze. Obecnie firmy oferujące usługi biura serwisowanego działają w Warszawie, Krakowie, Wrocławiu, Poznaniu, Gdańsku i Lublinie. 
Użytkownicy biur serwisowanych mają do dyspozycji m.in.: 
- wyposażone gabinety biurowe, wynajmowanych na wyłączność (w przeciwieństwie do coworkingu)
- recepcję, obsługiwaną przez operatora biura serwisowanego
- sale konferencyjne
- aneksy kuchenne z podstawowym zaopatrzeniem
- powierzchnie przeznaczone do mniej formalnych spotkań lub odpoczynku (aneksy kawiarniane, saloniki biznesowe)

Operator biura serwisowanego zapewnia także:
- dostęp do Internetu
- możliwość dzierżawy linii telefonicznych i telefonów stacjonarnych
- podstawowy sprzęt biurowy (faksy, skanery, drukarki, bindownice)
- codzienne sprzątanie
- obsługę korespondencji, kurierów
- rezerwacje taksówek, biletów, noclegów

Operatorzy biur serwisowanych najczęściej świadczą także usługi:
- wirtualnego biura
- najmu gabinetów biurowych na zasadzie odpłatności za godziny lub dni
- najmu sal konferencyjnych na godziny

Z usługi instant office korzystają również firmy mające już tradycyjne biura, lecz nie posiadające oddziału w danym mieście, zyskujące dzięki temu możliwość pozyskania własnego biura lub sali konferencyjnej np. na czas trwania delegacji.
| Różnice między najmem tradycyjnego biura i biura serwisowanego | Biuro tradycyjne                      | Biuro serwisowane                        |
| -------------------------------------------------------------- | ------------------------------------- | ---------------------------------------- |
| Minimalna powierzchnia najmu                                   | Najczęściej minimum 200–250 m kw.     | Od około 15 m kw. (gabinet 2-3 osobowy). |
| Czas negocjacji umowy najmu                                    | ok. 3-4 miesięcy                      | 1 do kilkunastu dni                      |
| Czas przygotowania powierzchni                                 | ok 3 miesięcy                         | 1 do kilku dni                           |
| Minimalny okres najmu                                          | 5 lat (rzadziej 3 lata)               | 1 miesiąc                                |
| Obsługa recepcyjna                                             | Zatrudnienie recepcjonistki           | Udostępniona przez operatora             |
| Sale konferencyjne                                             | Do wydzielenia na własnej powierzchni | Udostępnione przez operatora             |
| Aneksy kuchenne                                                | Do wydzielenia na własnej powierzchni | Udostępnione przez operatora             |
| Umeblowanie, zaopatrzenie, łącza, media                        | Własne umowy i dostawy                | Udostępnione przez operatora             |